# Uniwersytet Karoliny Północnej

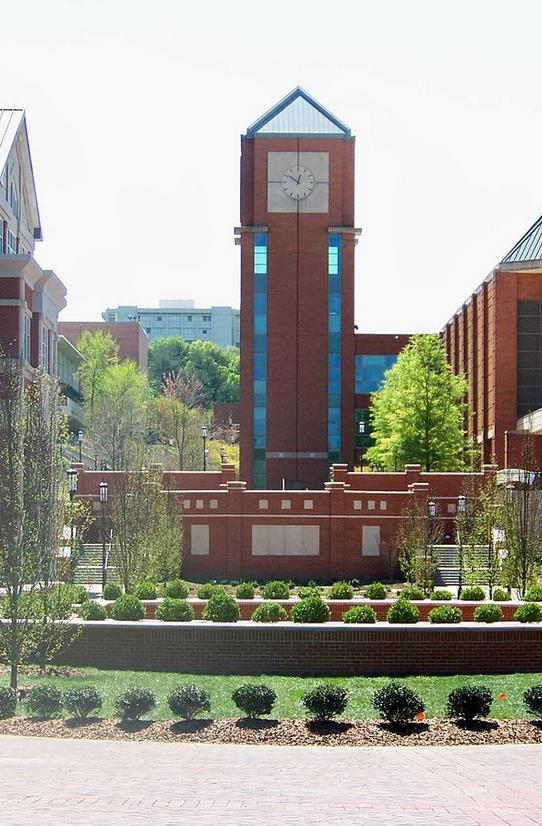
Zdjęcie Centrum aktywności studenckiej im. Jamesa H. Barnhardta na terenie Uniwersytetu Stanu Karoliny Północnej, największego z 17 kampusów

Uniwersytet Karoliny Północnej (ang. University of North Carolina) – zespół amerykańskich uniwersytetów publicznych prowadzony przez stan Karolina Północna. W jego skład wchodzi 17 odrębnych uczelni ulokowanych w różnych miastach, na różnych kampusach, w tym sztandarowy Uniwersytet Karoliny Północnej w Chapel Hill.

## Instytucje
Zespół obejmuje 17 kampusów, w tym dwie szkoły medycyny i jeden szpital uniwersytecki, 10 wydziałów pielęgniarstwa, szkołę dentystyki, i szkołę farmaceutyki, a także wyższą szkołę weterynarii, dwie szkoły prawa, 15 szkół edukacji, trzy szkoły politechniczne, i szkołę teatralno-muzyczną (performing arts). Najstarszym uniwersytetem jest Uniwersytet Karoliny Północnej w Chapel Hill (1795). Najmniejszym i najnowszym jest North Carolina School of Science and Mathematics, dwuletnie liceum z internatem (1980) i pełna instytucja członkowska od 2007. Największym jest za to Uniwersytet Stanu Karolina Północna (31 130 studentów).
Oficjalne nazwy kampusów są określone przez North Carolina General Assembly, jednak skróty są określane indywidualnie przez każdą szkołę.
| Uniwersytet (Nazwa w chwili dołączenia do zespołu)                                                    | Oficjalny skrótowiec       | Miasto                              | Liczba studentów stan na jesień 2006 | Klasyfikacja Carnegiego      | Data założenia | Data dołączenia do zespołu | Przypisy      |
| --- | -------------------------- | ----------------------------------- | ------------------------------------ | ---------------------------- | -------------- | -------------------------- | ------------- |
| Appalachian State University                                                                          | ASU App State              | Boone, hrabstwo Watauga             | 15117                                | master’s university          | 1899           | 1972                       | [ 3 ] [ 4 ]   |
| East Carolina University                                                                              | ECU                        | Greenville, hrabstwo Pitt           | 24351                                | doctoral/research university | 1907           | 1972                       | [ 5 ] [ 6 ]   |
| Elizabeth City State University                                                                       | ECSU                       | Elizabeth City, hrabstwo Pasquotank | 2681                                 | baccalaureate college        | 1891           | 1972                       | [ 7 ] [ 8 ]   |
| Fayetteville State University                                                                         | FSU                        | Fayetteville, hrabstwo Cumberland   | 6301                                 | master’s university          | 1867           | 1972                       | [ 9 ] [ 10 ]  |
| North Carolina Agricultural and Technical State University                                            | NC A&T                     | Greensboro, hrabstwo Guilford       | 11098                                | doctoral/research university | 1891           | 1972                       | [ 11 ] [ 12 ] |
| North Carolina Central University                                                                     | NCCU                       | Durham, hrabstwo Durham             | 8675                                 | master’s university          | 1909           | 1972                       | [ 13 ] [ 14 ] |
| North Carolina School of Science and Mathematics                                                      | NCSSM                      | Durham, hrabstwo Durham             | 620                                  | –                            | 1980           | 2007                       | [ 15 ]        |
| North Carolina State University (do 1963 North Carolina State College of Agriculture and Engineering) | NCSU NC State              | Raleigh, hrabstwo Wake              | 31130                                | doctoral/research university | 1887           | 1932                       | [ 16 ] [ 17 ] |
| University of North Carolina at Asheville (Asheville-Biltmore College)                                | UNCA                       | Asheville, hrabstwo Buncombe        | 3639                                 | baccalaureate college        | 1927           | 1969                       | [ 18 ] [ 19 ] |
| University of North Carolina at Chapel Hill (do 1963 University of North Carolina)                    | UNC North Carolina (sport) | Chapel Hill, hrabstwo Orange        | 27717                                | doctoral/research university | 1789           | 1932                       | [ 20 ] [ 21 ] |
| University of North Carolina at Charlotte (Charlotte College)                                         | Charlotte (sport)          | Charlotte, hrabstwo Mecklenburg     | 21519                                | doctoral/research university | 1946           | 1965                       | [ 22 ] [ 23 ] |
| University of North Carolina at Greensboro (do 1963 North Carolina College for Women)                 | UNCG                       | Greensboro, hrabstwo Guilford       | 16872                                | doctoral/research university | 1891           | 1932                       | [ 24 ] [ 25 ] |
| University of North Carolina at Pembroke (do 1996 Pembroke State University)                          | UNCP                       | Pembroke, hrabstwo Robeson          | 5827                                 | master’s university          | 1887           | 1972                       | [ 26 ] [ 27 ] |
| University of North Carolina at Wilmington (do 1969 Wilmington College)                               | UNCW                       | Wilmington, hrabstwo New Hanover    | 12098                                | master’s university          | 1947           | 1969                       | [ 28 ] [ 29 ] |
| University of North Carolina School of the Arts (do 2008 North Carolina School of the Arts)           | UNCSA                      | Winston-Salem, hrabstwo Forsyth     | 845                                  | special-focus institution    | 1963           | 1972                       | [ 30 ] [ 31 ] |
| Western Carolina University                                                                           | WCU                        | Cullowhee, hrabstwo Jackson         | 8861                                 | master’s university          | 1889           | 1972                       | [ 32 ] [ 33 ] |
| Winston-Salem State University                                                                        | WSSU                       | Winston-Salem, hrabstwo Forsyth     | 5650                                 | baccalaureate college        | 1892           | 1972                       | [ 34 ] [ 35 ] |

Oprócz University of North Carolina at Pembroke instytucje, które weszły w skład Uniwersytetu Karoliny Północnej w 1972, zachowały używane nazwy. Od 2008 wszystkie stanowe placówki czteroletniego kształcenia wyższego należą do tego zespołu.